# E.T.A.
E.T.A. er en musikgruppe fra Danmark.

## Diskografi
- No smoking(album sampler) (1999)
- No smoking (2000)

| Musikgruppe | Spire Denne artikel om en dansk musikgruppe er en spire som bør udbygges. Du er velkommen til at hjælpe Wikipedia ved at udvide den. |